# Alleshave Station
Alleshave Station er en nedlagt dansk jernbanestation på Hørve-Værslev Jernbane (1918-56).
Banen slog et stort sving for at komme forbi denne station, der var anlagt over for det ensomt beliggende mejeri ved Alleshave-halvøen i Nordvestsjælland. I 1898 beskrives Alleshave således: " Alleshave (gml. Form Aluærshaghæ) med Skole (før Saltbæk Vigs Udtørring laa Byen paa den Halvø, der skilte Vigen fra Kattegat, og Vandet inden for kaldtes Alleshave Vejle)."
Stationen fik en del trafik, da der ikke var anden kollektiv trafik på halvøen. Stationen havde et læsse- og krydsningsspor på 105 m. Stationsbygningen er bevaret på Arnakkevej 33.